# Paul-Georg Knapstein
Paul-Georg Knapstein (* 25. Juli 1938 in Ensheim) ist ein deutscher Gynäkologe und seit 1989 Hochschullehrer im Fachbereich 04 Universitätsmedizin der Johannes Gutenberg-Universität Mainz. Zuvor war er Direktor der Frauenklinik am Städtischen Klinikum Krefeld.

## Leben
Knapstein ist der Sohn des 1967 verstorbenen Arztes Paul Knapstein, der ab 1935 das Peter-Franz-Otto-Spital im saarländischen Ensheim geleitet hatte. 1965 legte er an der Medizinischen Akademie Düsseldorf seine Dissertationsschrift vor.
1986 war Paul-Georg Knapstein Vorsitzender der Niederrheinisch-Westfälischen Gesellschaft für Gynäkologie und Geburtshilfe (NWGGG). 1989 verließ Knapstein das Klinikum Krefeld (Nachfolger: Jörg Baltzer) und übernahm den Lehrstuhl des 1988 emeritierten Volker Friedberg an der Universität Mainz (Antrittsvorlesung: 16. November 1989) sowie die Leitung der Universitäts-Frauenklinik. Im selben Jahr gründete er in Mainz die Arbeitsgemeinschaft für Informationsverarbeitung in der Gynäkologie und Geburtshilfe (AIG) in der Deutschen Gesellschaft für Gynäkologie und Geburtshilfe (DGGG). Er engagierte sich seit 1981 zunächst in einem Rotary Club in Krefeld, ist seit 1989 Mitglied des Rotary Clubs Mainz-Churmeyntz und beteiligte sich an Friedensprojekten im Nahen Osten.
Zu seinen Lehrern gehörte Volker Friedberg, zu seinen Schülern Klaus Friese.